# Vladislav Jagellonský
Vladislav Jagellonský (1. března 1456 Krakov – 13. března 1516 Budín) pocházel z Polska, původem z litevského velkoknížecího a polského královského rodu Jagellonců se jménem Władysław Jagiełło, byl králem českým od roku 1471 jako Vladislav II., od roku 1490 markrabětem moravským a králem uherským také jako Vladislav II., maďarsky Ulászló II.
Tradičně bývá hodnocen jako jeden ze slabých českých panovníků, neboť jeho vláda vedla k úpadku královské moci. Králem byl zvolen v 15 letech a po svém předchůdci Jiřím z Poděbrad zdědil složitou politickou situaci, kterou v první polovině jeho vlády provázely střety s papežem podporovaným uherským králem Matyášem Korvínem, po jeho smrti a zisku uherské koruny pak především rychle rostoucí turecká hrozba. Povahou flegmatický Vladislav se snažil o bezkonfliktní a smírné řešení veškerých problémů a sporů. Už současníci si to vykládali jako slabost a mezi panstvem se vžila jeho přezdívka „král Bene“ („král Dobře“). Je ovšem potřeba vyzdvihnout králův přínos k mírovému vývoji zemí, v nichž panoval.
V dynastické politice dosáhl významného úspěchu, když byl po Matyášově smrti zvolen a korunován uherským králem, a to navzdory záměrům krakovského dvora jeho otce Kazimíra IV., prosazujícího Vladislavova bratra Jana Olbrachta. Jeho matkou (zvanou „matka králů“, neboť čtyři její synové se stali králi) byla Alžběta Habsburská, sestra Ladislava Pohrobka s nároky na nástupnictví po něm.

## Jiří z Poděbrad a Jagellonci

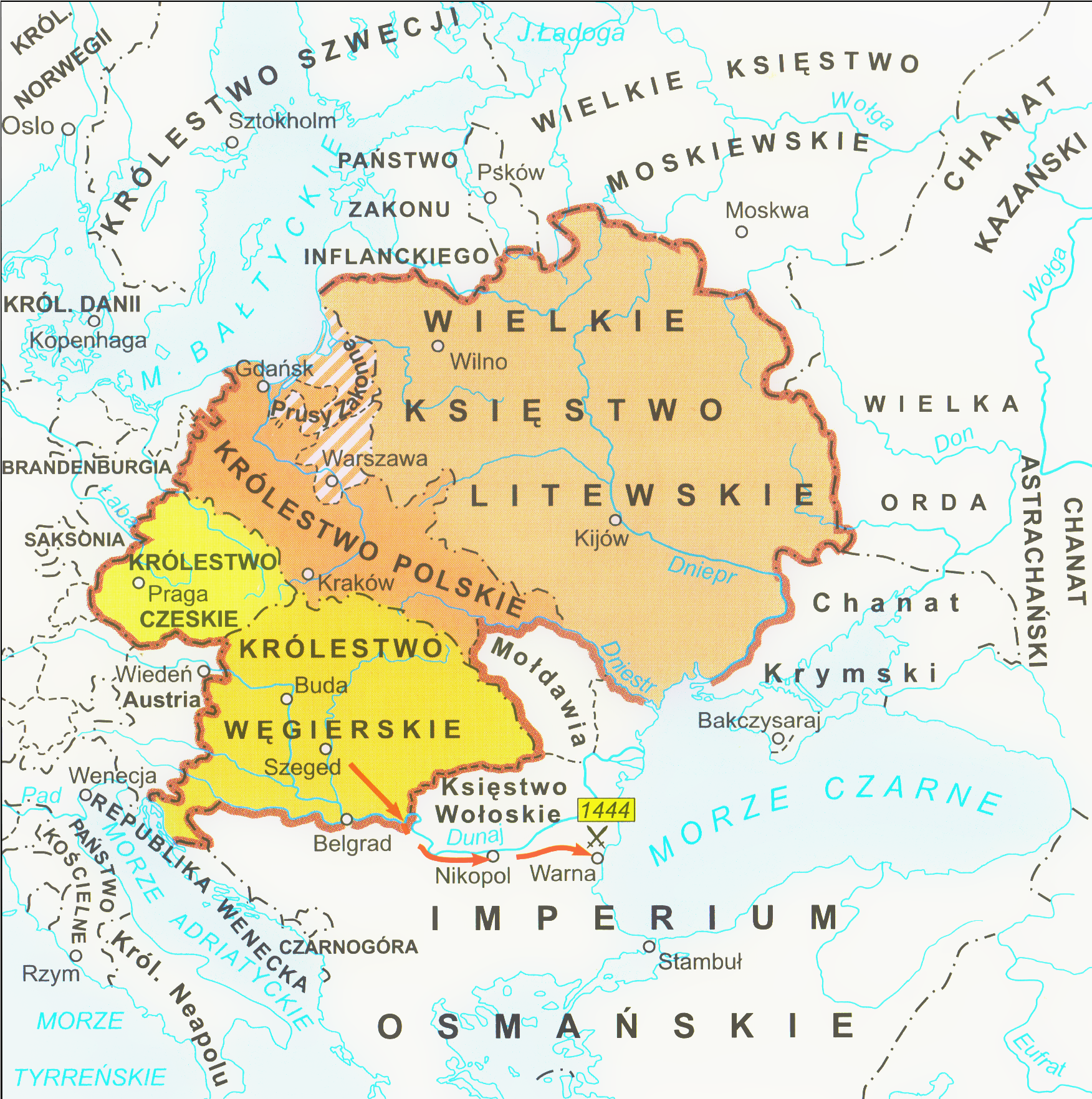
Země pod vládou Jagellonců (Čechy, Uhersko, Polsko a Litva) na konci 15. století

Roku 1465 vznikla v českém království opozice vůči Jiřímu z Poděbrad reprezentovaná Jednotou zelenohorskou, v níž se spojilo odbojné katolické panstvo. K ozbrojenému odporu se přidala i katolická města. Členové jednoty byli ochotni přijmout za svého panovníka polského krále Kazimíra IV., ale ten odmítl. Roku 1466 vyhlásil papež Pavel II. proti kacířským Čechám křížovou výpravu, do jejíhož čela se postavil uherský král Matyáš Korvín, kterého si katoličtí páni zvolili roku 1469 za svého krále.
Ve chvíli nejvyššího ohrožení se Jiří prozíravě vzdal dynastických nároků svých synů a nabídl českou korunu Jagelloncům. Necelých pět týdnů po olomoucké volbě český sněm odmítl Matyáše jako svého panovníka a uznal nástupcem Jiřího z Poděbrad Kazimírova nejstaršího syna Vladislava. Po králově smrti potvrdil sněm v Kutné Hoře 27. května 1471 Vladislava jako krále Vladislava II. novou volbou s příslibem Jagellonců urovnání vztahů českého státu s papežem Sixtem IV. a splacení značných dluhů české státní pokladny z dob vlády krále Jiřího. Příchodem Vladislava II. do Prahy slavila dynastická politika Jagellonců významný úspěch. Konečně se prosadili v jedné ze zemí, jež považovali za své dědictví po Ladislavu Pohrobkovi – vedle Království uherského. Tento úspěch však s sebou přinášel řadu problémů.

## Nástup na český trůn
Již nazítří po Vladislavově zvolení v Kutné Hoře se nechal v Jihlavě korunovat českým králem i Matyáš Korvín, který navzdory jagellonskému úspěchu prosazoval stále razantněji svoji hegemonii ve střední Evropě. Podržel si českou korunu a s ní i vedlejší země Koruny české – Moravu, Slezsko a Lužici – až do své smrti. Kromě toho ho přímo v Čechách podporovala katolická šlechta, ovládající jih a severozápad země, a za svého panovníka ho považovala také některá česká (katolická) města, která neuznala Vladislavovu volbu.
S Vladislavovou volbou zpočátku nesouhlasil ani císař Fridrich III. Habsburský a nepotvrdil ji. Teprve roku 1474 se na říšském sněmu v Norimberku dohodli Vladislavovi diplomaté s Fridrichem III., že se císař a český král budou navzájem podporovat proti uherskému králi. Poté Fridrich III. oficiálně uznal Vladislava II. českým králem a říšským kurfiřtem a slíbil mu udělit země Koruny české v léno. Učinil tak navzdory tomu, že si papež Sixtus IV. přál, aby na český trůn usedl Matyáš, který se jako protikandidát Vladislava Jagellonského rovněž ucházel na kutnohorském sněmu o své znovuzvolení. Jeho výhodou byla nejen diplomatická podpora papežské kurie, která do něj vkládala své naděje, že skoncuje s českým utrakvismem a také zastaví turecký nápor, ale rovněž faktická vláda nad většinou vedlejších zemí koruny české.

## Olomoucká smlouva
Mezi Vladislavem II. a Matyášem Korvínem vypukla hned v roce 1471 válka, která se vedla převážně na Moravě a ve Slezsku. V Čechách kromě toho panoval neklid způsobený neustálými konflikty kališníků a katolíků. Již v roce 1472 se pokusil papežský legát česko-uhersko-polský konflikt uklidnit a obrátit zájem znepřátelených stran na válku s Turky, ale ani jedna strana o smíření nestála. Roku 1474 bylo sice uzavřeno příměří, které však bylo vzápětí porušeno. Válka se tak protáhla až do roku 1478. Navzdory Matyášově převaze se mu však mladého Jagellonce vytlačit z Čech nepodařilo a zápas zůstával nerozhodný.

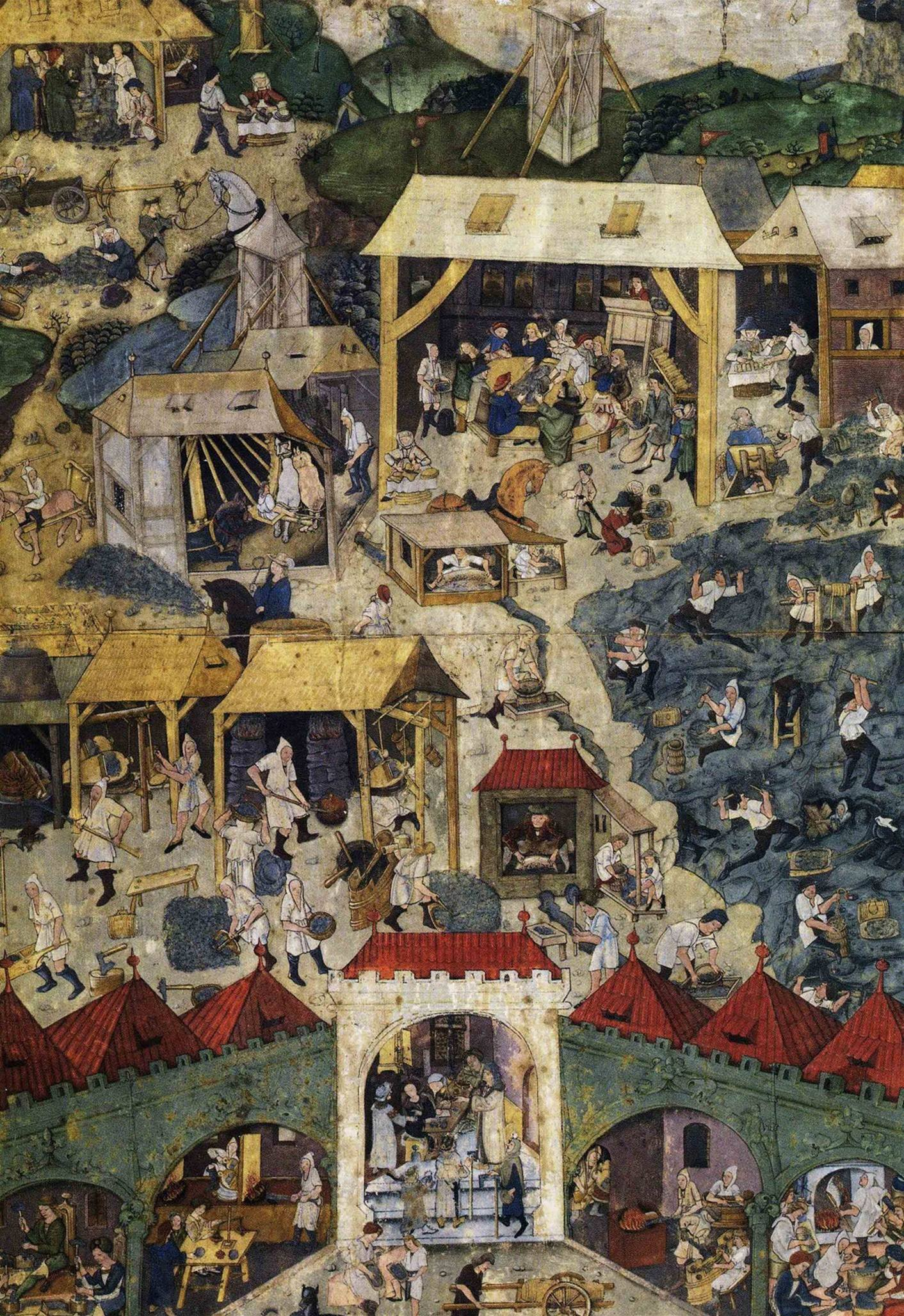
Těžba a úprava stříbrné rudy v Kutné Hoře. Knižní malba z 90. let 15. století

Vladislav II. byl na rozdíl od Korvína panovníkem mírné povahy, a tak není divu, že toužil po míru, který po letech válek již nesmírně potřebovalo i jeho království. Během let se ke stejnému názoru postupně přiklonily všechny ve válce zúčastněné strany, čeští utrakvisté, Vladislavovi přívrženci, katolíci stranící Matyášovi i uherští útočníci. Dokonce i Matyáš, který v létě roku 1477 vpadl do dědičných habsburských zemí, a zahájil tak válku proti císaři, dospěl k názoru, že boje na dvou frontách jsou na jeho finanční možnosti příliš.
Proto se v březnu 1478 sešli v Brně zástupci obou panovníků, aby připravili návrh mírové smlouvy. Ten Matyáš Korvín odmítl, protože mu sice přiřkl vedlejší země Koruny české ovšem bez práva titulovat se českým králem. Jeho odpor byl o to rozhodnější, že v té době zvítězila uherská vojska nad Vladislavovými bojovníky v bitvě u Plzně. Smlouva byla proto přepracována – a nad novými návrhem se Vladislav s Matyášem sešli v polovině roku 1479 v Olomouci. Olomouckými úmluvami uznal Vladislav II. status quo.
České království bylo navzdory ustanovením Karla IV. o své nedělitelnosti rozpolceno. Nadále měli užívat titulu český král dva panovníci, Vladislav s právem vládnout dědičně v Čechách a Matyáš, který získal – rovněž pro sebe i své potomky – Moravu, Slezsko a obě Lužice. Po Korvínově smrti mohly být sice vedlejší země bez souhlasu uherského krále přičleněny k českým zemím, ale pouze za 400 tisíc uherských zlatých. Jestliže by zůstaly naopak v moci uherského panovníka, nemělo ho to stát zhola nic. Pokud by však Vladislav zemřel dříve než Matyáš, a to bez dědiců, a v Čechách by Matyáše přijali za svého panovníka, vrátily by se vedlejší země do svazku Koruny české bez náhrady. Toto ustanovení mělo inspirovat český volební sněm, aby v budoucnu zvolil králem Matyáše Korvína.
Dále bylo dohodnuto, že oba králové budou usilovat o to, aby došlo k urovnání sporu mezi Čechy a papežskou kurií a v Praze mohl být instalován katolický arcibiskup. V budoucnu mělo dojít k uzavření smíru také mezi Matyášem a polským králem Kazimírem IV. 

## Boj o uherský trůn
Po smrti Matyáše Korvína byl Vladislav Jagellonský zvolen 15. července 1490 také králem uherským a z Prahy přesídlil natrvalo do Budína. Vladislav byl zvolen uherskými stavy, které nerespektovaly vůli Matyáše Korvína, aby se králem stal jeho nemanželský syn Jánoš Korvín, který měl podporu zejména mezi nižší uherskou šlechtou. Dalším uchazečem o uherský trůn byl Maxmilián I. Habsburský, který po Korvínově smrti vyhnal uherské posádky z Dolního Rakouska a ve snaze získat uherskou korunu vojensky vpadl do Uher, ale nakonec s Vladislavem uzavřel v Bratislavě mírovou smlouvu tzv. prešpurský mír, ve které Vladislav přiznal Habsburkům nárok na uherský trůn v případě vymření Jagellonců a vzdal se uherských nároků na Dolní Rakousko. Byl to ústupek ze strany Jagellonců, kteří se obávali spojenectví mezi Maxmiliánem a moskevským knížetem Ivanem III.
Vladislava v boji o uherský trůn finančně i vojensky podpořily české stavy, které si přály znovusjednocení zemí Koruny české pod vládou jednoho panovníka. Jeho kandidaturu na uherský trůn podpořil také mocný uherský magnát Štěpán Zápolský a další uherští šlechtici, kteří v něm viděli slabého panovníka, který bude respektovat jejich výsady.

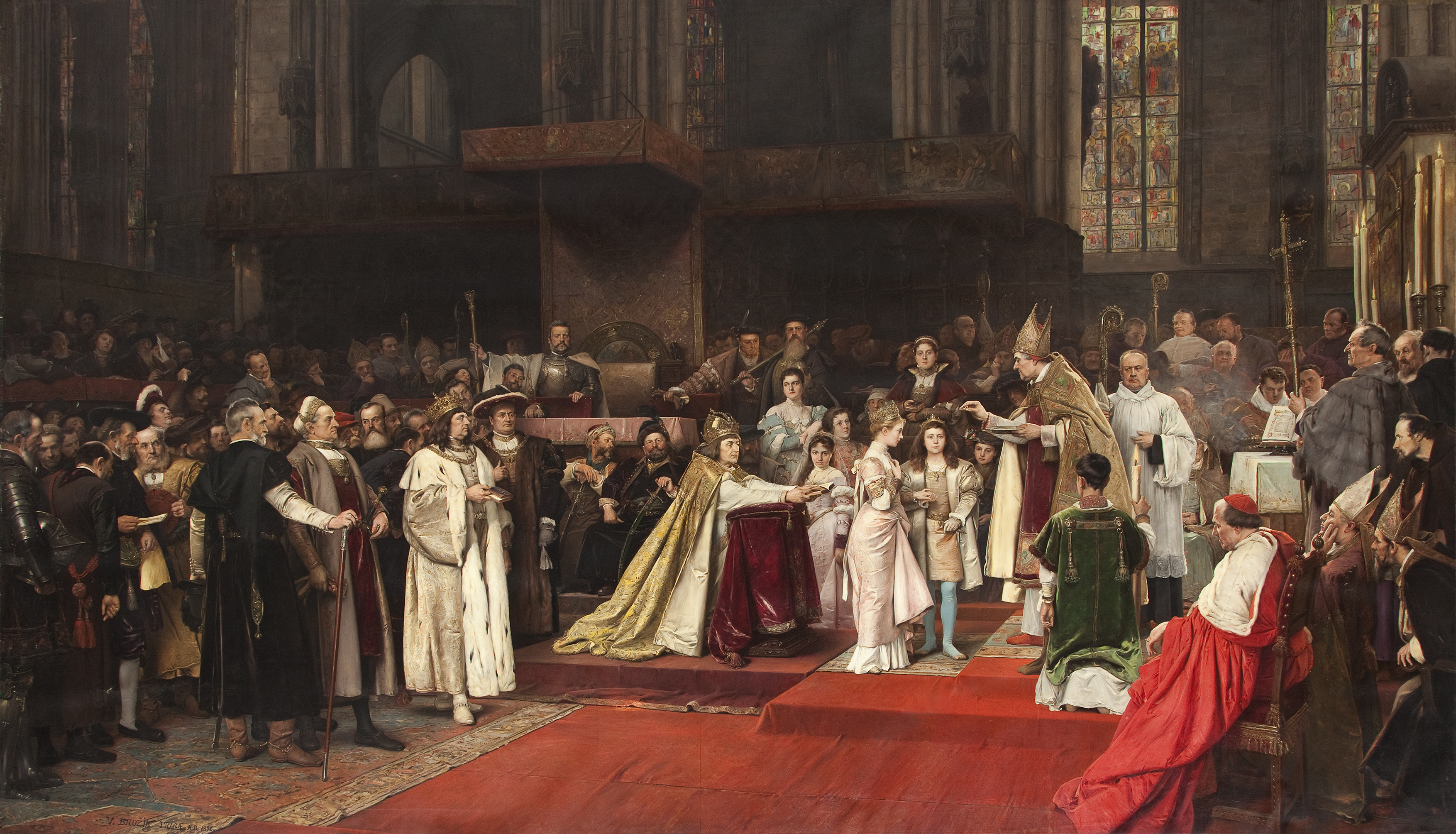
Na vídeňském kongresu roku 1515 byly dohodnuty sňatky Vladislavových dětí Ludvíka a Anny s vnoučaty císaře Maxmiliána Habsburského

Kazimír IV. a jeho manželka Alžběta se na uherský trůn snažili prosadit svého mladšího syna Jana Olbrachta. Podle jejich plánů se měli čtyři z jejich synů stát suverénními vládci v Polsku, v Litvě, v Čechách a v Uhersku. Navzdory jejich přání se v Uhrách prosadil nejstarší Vladislav. Dne 20. února 1491 Janovi jeho bratr Vladislav tzv. košickou dohodou udělil Hlohovské knížectví a titul první kníže ve Slezsku. Přesto o několik měsíců později, proti vůli svého otce Kazimíra, Jan Olbracht obnovil boj o uherský trůn a střetl se vojensky s Vladislavem, který ho porazil u Prešova. V roce 1492 zemřel Kazimír IV. a Jan se stal jeho nástupcem v Polsku.
Na sklonku vlády Vladislava vypuklo roku 1514 Dóžovo povstání. Velké povstání prostého lidu proti šlechtě v Uhersku vzniklo z neúspěšně organizované křížové výpravy proti Osmanské říši, která na počátku 16. století ohrožovala Uhersko. Povstalci pod vedením Jiřího Dóžy na krátkou dobu ovládli téměř celou uherskou nížinu a dokonce ohrozili královo sídelní město Budín. Nakonec však bylo lidové povstání brutálně potlačeno vojskem uherské šlechty v čele s Janem Zápolským a Štěpánem Báthorym. Za tento čin získal Jan Zápolský titul „osvoboditel království“, nicméně Vladislav se začal obávat Janovy moci, a proto začal jednat o nástupnictví s Habsburky.

## Náboženské poměry a kutnohorský smír
Přestože se Vladislav dostal na český trůn zásluhou kališníků (utrakvistů), začal se po uzavření smlouvy v Olomouci sbližovat s katolickým panstvem a podporovat katolickou církev. To vedlo k růstu napětí mezi katolíky a kališnickou většinou obyvatelstva. Krvavé povstání pražských kališníků zmařilo naděje katolických předáků na převzetí moci a návrat k předhusitským církevním poměrům. Roku 1485 byl na sněmu v Kutné Hoře obnoven mezi oběma skupinami smír, na jehož základě měli všichni obyvatelé království včetně poddaných právo rozhodnout o své víře. Svoboda vyznání se ovšem nevztahovala na jednotu bratrskou.
Roku 1496, během svého pobytu na Budíně, vydal souhlas s popravou třinácti odsouzených vůdců vzpoury kutnohorských havířů. Toto rozhodnutí posléze revidoval a horníků se ve vydaném listu roku 1496 zastal.

## Vladislavské zřízení zemské

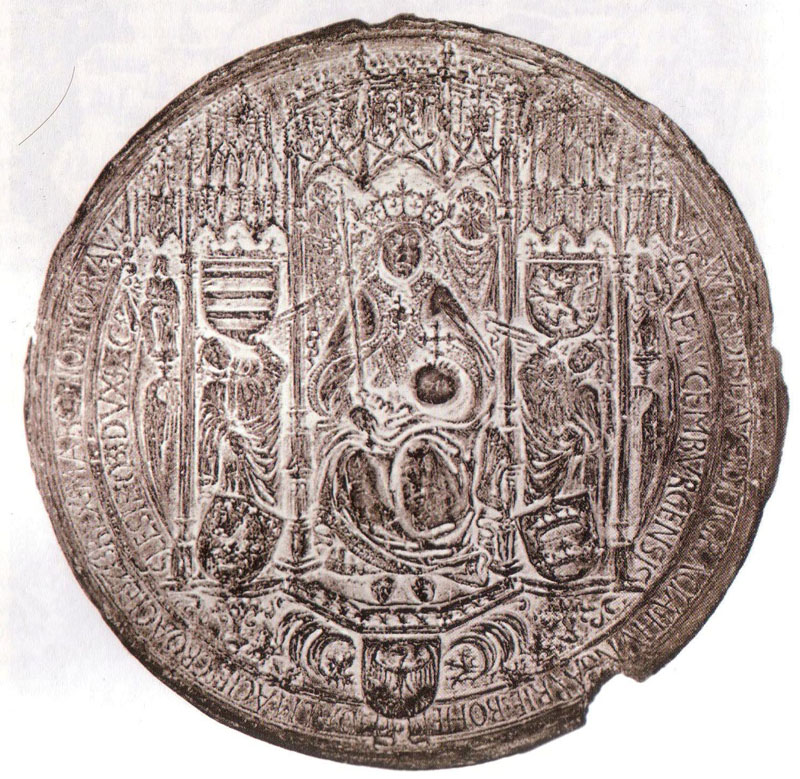
Vladislavova majestátní pečeť

Toto zřízení, vydané roku 1500, bývá uváděno jako důkaz slabosti panovníka, neboť důsledkem tohoto zřízení je významné omezení královské moci. Šlechtě se podařilo zformulovat své výsadní postavení v Českém království. Autorem a tvůrcem ducha zákona byl odpůrce politického vzestupu městského stavu, královský prokurátor Albrecht Rendl z Oušavy. V zákoníku byla rozvinuta koncepce, že královská města jsou poddanými krále a nejsou tudíž rovnocenným partnerem šlechty.
Zákoník se svým způsobem přijetí lišil od obdobných zemských zřízení sousedních zemí. Zatímco v sousedních zemích vydával zemské zřízení zeměpán, který do jisté míry vzal v úvahu zájmy stavů své země, v Čechách tomu bylo naopak. Zde rozhodovaly o zemském zřízení privilegované stavy, které podle vlastního uvážení zohlednily zájmy svého panovníka. Stavovská formulace královské moci byla samozřejmě v podstatě převážně limitující a přinášela zásadní omezení moci panovníka.
Vydání zákoníku umožnilo šlechtě, aby v dalším politickém boji s městským stavem vystupovala jako obhájce zákonnosti a starých práv, za jejichž shrnutí nový zákoník prohlašovala. Nově vzniklá situace po roce 1500 dává převahu šlechtě a města musí těžce bojovat o dosažení ztracených pozic. Nepřátelství mezi měšťany a šlechtou nemělo příčinu pouze v politických sporech, ale také v odlišných hospodářských zájmech. Konflikt se ostře vyhrotil a zemi hrozila občanská válka. 
Až do 16. století existovalo v českých zemích tzv. opovědnictví, čili soukromé vypovězení nepřátelství (původně vycházející z principů krevní msty). Nejznámějším opovědníkem byl šlechtic Jiří Kopidlanský, který vedl od roku 1507 několik let soukromou válku proti Praze a dalším městům, aby pomstil smrt svého bratra, který byl za vraždu spáchanou v Praze odsouzen městským soudem k trestu smrti, ačkoli podle zemského zřízení ho mohli soudit pouze jiní šlechtici před zemským soudem. Mnoho šlechticů skrytě podporovalo Kopidlanského, který vypaloval vesnice patřící městům a přepadal kupecké karavany, a pod vlivem šlechty ho král Vladislav nakonec omilostnil.

## Osobnost, „král Bene“
Vladislavovi se dostalo vzdělání v Krakově. Naučil se číst a psát, byl poučen o křesťanské věrouce. Uměl přinejmenším polsky, latinsky a česky (čeština byla v 15. století polštině výrazně bližší než v současnosti), případná znalost němčiny není doložena, ale je možná. Maďarsky se nejspíše nikdy nenaučil a byl odkázán na tlumočníka, částečně ale rozuměl francouzsky. Získal i průpravu v rytířských dovednostech. K jeho oblíbeným „volnočasovým“ činnostem patřil především lov a také rytířské turnaje, jež sám nechal organizovat. Účastnil se i některých městských zábav, kde neváhal tančit s neurozenými ženami. Byl dobře rostlý, dle benátského vyslance šlo o „pěkného muže vysoké postavy“ (rok 1501). Koncem života nicméně výrazně ztloustl. Ač panoval dlouhou dobu (v tomto ohledu je třetí v pořadí ze všech českých panovníků), ani nemoci se mu nevyhýbaly. Jako mnoho urozených mužů té doby trpěl v pozdějším věku dnou. V roce 1504 ho postihla mrtvička. Jeho povaha byla mírná, zřejmě až flegmatická, nešlo však o žádného hloupého prosťáčka. Bylo o něm známo, že měl značný smysl pro humor. Ač byl pravověrný katolík a ke kališníkům nepociťoval žádné sympatie, nikdy se to neprojevilo snahou je perzekvovat či dokonce proti nim použít násilí. Naopak (podle Jaroslav Čechury) měl zřejmě určité sklony k náboženské toleranci. Byl velmi náchylný ke kompromisům, čímž sehrál mnohdy zásadní a kladnou roli při řešení sporů mezi jednotlivými stavy. Přezdívku „král Bene“ si Vladislav údajně vysloužil za to, že šlechtě na žádosti odpovídal často „bene“ (tj. „dobře“). Jelikož české země se v počátku jeho vlády nacházely v těžké situaci – byly rozděleny mezi dva panovníky (Vladislav a Matyáš Korvín) – snažil se panovník neztížit si svoji pozici zbytečnými spory se šlechtou. Tou byl tím pádem snadno ovladatelný. Již jeho současníci na to poukazovali a vykládali si královu mírnost jako slabost. Nicméně tato údajná slabost a snaha řešit konflikty smírně byly důležitým stabilizačním faktorem, který umožnil mírový růst v zemích pod jeho vládou.

## Král a královny

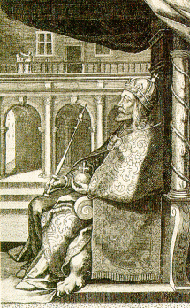
Vladislav II.

Roku 1476 uzavřel dvacetiletý Vladislav sňatek per procurationem (to znamená v zastoupení, jak velela dobová zvyklost) v Ansbachu s Barborou Braniborskou, ovdovělou dvanáctiletou hlohovskou kněžnou, jež byla dcerou braniborského kurfiřta Albrechta III. Achilla z rodu Hohenzollernů. Vladislav svoji choť nikdy nepřevzal, aby ji uvedl do Prahy. Vinu na tom měl zřejmě Matyáš Korvín. Roku 1476 se zmocnil slezských knížectví a s Hlohovskem, jež zdědila Barbora po svém prvním, zesnulém choti a měla jej přinést věnem českému králi, naložil jako s odumřelým lénem.
Vladislav se prý cítil vázán manželským slibem, přesto již počátkem roku 1477 uvažovali jeho rádci o nové vhodné nevěstě. Český král začal usilovat o rozvod, ale papežská kurie, stranící Matyáši Korvínovi, ho celá léta nevyslyšela. To vyhovovalo jak uherskému králi, který v Římě proti Vladislavovi intrikoval, tak Habsburkům, neboť ani ve Vídni, ani v Uhrách si nepřáli spojení Jagellonců s Hohenzollerny. I když se později přece jen císař Fridrich III. za Vladislava u papeže přimlouval, neboť pomýšlel na jeho sňatek se svojí dcerou Kunhutou, zůstal Řím neoblomný a papež Inocenc VIII. dokonce roku 1481 králi nařídil, aby svůj sňatek konzumoval. Vladislav neposlechl a Barboru do Čech nepřivedl. Manželství zrušil teprve roku 1500 papež Alexandr VI.
Roku 1490 se Vladislav poté, co se stal uherským králem, oženil s Beatricí Neapolskou, dcerou neapolského krále Ferdinanda I. (Ferrante) z nelegitimní větve aragonské dynastie Trastámara a vdovou po Matyáši Korvínovi. Ovdovělá královna disponovala značnými finančními prostředky a všemi silami se snažila, aby si své postavení udržela. V Uhrách byla velmi neoblíbená, především proto, že Matyášovi neporodila dědice. V době jejího sňatku s Vladislavem bylo již víceméně zřejmé, že i toto manželství zůstane bezdětné. Vzhledem k pozdní rozluce Vladislavova manželství s Barborou Braniborskou byl tento sňatek v podstatě neplatný.

## Anna z Foix a dědicové trůnu

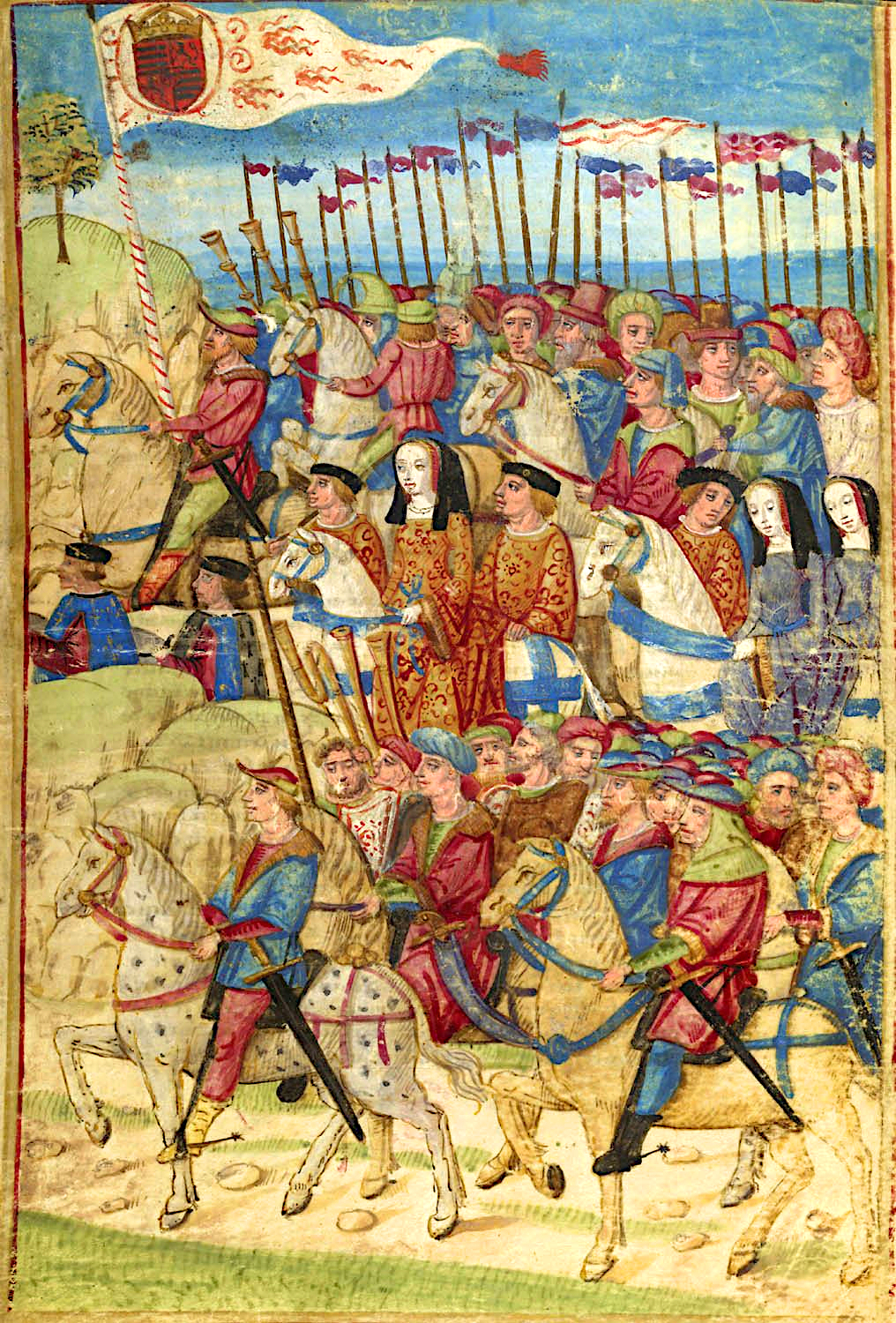
Anna z Foix cestuje na koni se svým doprovodem

V důsledku sbližování Jagellonců s francouzským královským dvorem v roce 1500 začalo se uvažovat o vzájemných sňatcích, uskutečnil se však pouze jeden. 23. března 1502 podepsali Vladislavovi zplnomocněnci svatební smlouvu s Annou z Foix a Candale, dcerou Gastona, hraběte z Candale, a Kateřiny z Foix. Ještě před svým sňatkem s Vladislavem Jagellonským byla Anna korunována 29. září 1502 ve Stoličném Bělehradě uherskou královnou. Českou královnou se nikdy korunovat nedala.
Královna Anna konečně porodila Vladislavovi potomky, dceru Annu (1503) a syna Ludvíka. Tři roky po narození dcery Anny, 27. března 1506, uzavřel Vladislav Jagellonský s římským králem Maxmiliánem I. dohodu to tom, že si Anna vezme v budoucnu za manžela jednoho z Maxmiliánových vnuků. A v případě, že se někdy narodí Vladislavovi syn (což se 26. 7. 1506 stalo) ožení se tento syn v budoucnu s Maxmiliánovou vnučkou Marií. Vladislav Jagellonský se domníval, že si touto dohodou získal v římském králi mocného spojence proti odbojným uherským magnátům, v jejichž čele stál mocný Jan Zápolský. Římský král ale na smlouvu příliš ohled nebral. V květnu 1506 tedy Maxmiliánova vojska vtrhla do Uher a obsadila Prešpurk a Šoproň, přičemž Maxmilián I. prohlásil, že přichází hájit svá dědická práva na uherskou korunu. Vladislav se v této kritické chvíli obrátil o pomoc na české a moravské stavy. Králův vyslanec, bývalý olomoucký biskup Jan Filipec, se poté vydal do Vídně urovnat spory s římským králem Maxmiliánem I. Stárnoucí a od roku 1504 také vážně nemocný král Vladislav se 26. 7. 1506 dočkal v Budíně narození syna a dědice trůnu, ale jeho milovaná manželka Anna při porodu zemřela. Navzdory své chorobě ji přežil o celých deset let. Zemřel krátce po dosažení 60 let v roce 1516. Jeho ostatky byly uloženy do hrobky ve Stoličném Bělehradě (Székesfehérvár), vedle jeho poslední manželky Anny z Foix.
Aby zajistil nástupnictví na trůně pro svého syna, nechal jej jako dítě potvrdit za uherského i českého krále. Korunovace Ludvíka jako uherského krále se uskutečnila ve Stoličném Bělehradě v červnu 1508, jako českého krále v Praze v březnu 1509.
Na základě dynastické dohody z roku 1515 se dcera Anna provdala do rodu Habsburků za pozdějšího císaře a krále Ferdinanda I. a syn Ludvík se rovněž oženil s Marií Habsburskou. Tato dohoda mezi Jagellonci a Habsburky vlastně rozhodla o pozdějším vzniku podunajské monarchie pod vládou Habsburků.

## Potomci
Jak již bylo řečeno, děti měl Vladislav až se svou třetí manželkou Annou z Foix (1484–1506):
- Anna (23. července 1503 – 27. ledna 1547), ⚭ 1521 Ferdinand I. Habsburský (10. března 1503 – 25. července 1564), císař Svaté říše římské, český, uherský a chorvatský král, infant španělský a rakouský arcivévoda atd.

- Ludvík (1. července 1506 – 29. srpna 1526), český a uherský král od roku 1516 až do své smrti, padl v bitvě u Moháče, ⚭ 1522 Marie Habsburská (17. září 1505 – 18. října 1558)